# سایت آزمایش سمیپالاتینسک
سایت آزمایشی سمیپالاتینسک یا سمیپالاتینسک-۲۱ (به روسی: Семипалатинск-۲۱) که با نام چندضلعی نیز شناخته می‌شود، محل اصلی آزمایش‌های سلاح هسته‌ای در اتحاد جماهیر شوروی بود. این شهر در شهرستان ژاناسمی، استان آبای، قزاقستان، در جنوب دره رودخانه ایرتیش واقع شده است. محل آزمایش‌های هسته‌ای بخشی از جمهوری سوسیالیستی شوروی قزاقستان سابق بود. ساختمان‌های علمی محل آزمایش در فاصلهٔ ۱۵۰ کیلومتر (۹۳ مایل) از غرب شهر سمیپالاتینسک، که بعداً به «سمیی» تغییر نام داد، نزدیک مرز استان قزاقستان شرقی و پاولودار قرار داشتند. بیشتر آزمایش‌های هسته‌ای در مکان‌های مختلفی در غرب و جنوب، و برخی تا استان قراغندی، انجام می‌شدند.
اتحاد جماهیر شوروی از سال ۱۹۴۹ تا ۱۹۸۹ میلادی، بدون توجه به تأثیر رادیواکتیوی بر مردم محلی یا محیط زیست، تعداد ۴۵۶ آزمایش هسته‌ای در سمیپالاتینسک انجام داد. تأثیر کامل قرار گرفتن در معرض تشعشعات برای سال‌های زیادی توسط مقامات شوروی پنهان نگه داشته شده بود و تنها از زمان بسته شدن محل آزمایش در سال ۱۹۹۱ آشکار شد. طبق برآوردهای کارشناسان قزاق، ۱٫۵ میلیون نفر در طول این سال‌ها در معرض بارش رادیواکتیو قرار گرفتند.
از سال ۱۹۹۶ تا ۲۰۱۲، یک عملیات مشترک مخفی از دانشمندان و مهندسان هسته‌ای قزاق، روسی و آمریکایی، مقداری زباله پلوتونیوم را در تونل‌های کوهستانی کشف و ضبط کرد.
سایت آزمایش سمیپالاتینسک شاهد انفجار اولین بمب اتمی شوروی و اولین بمب هیدروژنی آزمایش شده در هوا بود. در طول ۴۰ سال، یک چهارم از کل آزمایش‌های هسته‌ای تاریخ در این سایت انجام شده است. از زمان تعطیلی سایت، در ۲۹ آگوست ۱۹۹۱، سایت آزمایش سمیپالاتینسک به بهترین سایت آزمایش هسته‌ای جهان از نظر تحقیقات تبدیل شده است و تنها سایت در جهان است که در تمام طول سال برای عموم باز است.